# Demasiado corazón
Demasiado corazón es una telenovela mexicana producida por Argos Televisión para TV Azteca. entre 1997 y 1998. Es una secuela de la telenovela Nada personal, producción de 1996 que causó revuelo al tratar de forma veraz y polémica la política mexicana. Se estreno primero por TV 13 el 6 de octubre de 1997, y finalizó por Azteca 7 el 29 de mayo de 1998.
Esta protagonizada por Claudia Ramírez y Demian Bichir, junto con Daniel Giménez Cacho y Álvaro Guerrero en los roles antagónicos. Acompañados por Gabriela Roel, Martha Verduzco y Damián Alcázar en los roles de soporte.

## Premisa
Comienza nueva historia para el Comandante Alfonso Carbajal (Demian Bichir), después de los sucesos ocurridos en la telenovela Nada personal. Ahora él es un policía retirado y lo acompaña Natalia Solórzano (Claudia Ramírez), una joven ginecobstetra e hija de un importante político. Un relato de amor, una pasión inmersa en la más cruda realidad que existe ahora en este país. Es una historia difícil y fuerte, un imposible pero también una apuesta por creer que aún en las situaciones más terribles, el amor y la vida pueden existir. 
Demasiado corazón no sólo es una historia de amor, también es la historia de un país de fines de milenio. Una historia donde la diversidad política, los cárteles de la droga, los niños de la calle, el ejército y la relación con los Estados Unidos juegan un papel protagónico. Esta telenovela ofrece una historia diferente, cuenta una historia de amor que se desarrolla en este país, con los problemas que se viven día a día, es nuestra vida, con su violencia, con sus miserias y sus triunfos, con sus dificultades y sus esperanzas. Es el riesgo, la lucha por creer que en cualquier terreno de la vida, se pueden vencer los obstáculos, solo se necesita demasiado corazón.

## Reparto

### Principales
- Demian Bichir como el comandante Alfonso Carbajal[2][4]
- Claudia Ramírez como Natalia Solórzano[2]
- Gabriela Roel como Sandra Quiroz[2]
- Daniel Giménez Cacho como Octavio Montiel[2]
- Martha Verduzco
- Roberto Sosa
- Fernando Becerril
- Claudia Lobo como Alma González[2]
- Damián Alcázar
- Fabián Corres como Gerardo
- Carmen Delgado
- Jorge Fink
- Paul Ganus
- Álvaro Guerrero como Armando Castillo «el Señor de los Cielos»[2]
- Leticia Huijara como Elizabeth
- Arleta Jeziorska como Gisella
- Daniel Martínez
- Rodrigo Murray como Porfirio
- Jesús Ochoa
- Lisa Owen
- Luis Felipe Tovar como Sapodrilo
- Jorge Galván como Solórzano

### Recurrentes e invitados especiales
- Willie Colon como Agente Feliciano Pintor
- Marco Bacuzzi como Fernando Montenegro
- Luis Lemus como Agente de la DEA
- José Ángel Llamas como Luis Mario Gómez